# Clarkston (Utah)
Clarkston es una localidad del condado de Cache, Utah, Estados Unidos. Según el censo de 2000, la población era de 688 habitantes.
Clarkston es conocido por ser la última residencia de Martin Harris, uno de los tres testigos del Libro de Mormón. Está enterrado en Clarkston y cada año hay un désfile para conmemorar su vida.

## Geografía
Según la oficina del censo de Estados Unidos, la localidad tiene un área total de 2,5 km². No tiene superficie cubierta de agua.

## Demografía
Según el censo de 2000, había 688 habitantes, 206 casas y 172 familias residían en la ciudad. La densidad de población era 276,7 habitantes/km². Había 219 unidades de alojamiento con una densidad media de 88,1 unidades/km².
La máscara racial de la ciudad era 95,78% blanco, 0,29% indio americano, 1,60% de otras razas y 2,33% de dos o más razas. Los hispanos o latinos de cualquier raza eran el 2,18% de la población.
Había 206 casas, de las cuales el 47,1% tenía niños menores de 18 años, el 76,7% eran matrimonios, el 4,9% tenía un cabeza de familia femenino sin marido, y el 16,5% no eran familia. El 16,0% de todas las casas tenían un único residente y el 9,2% tenía sólo residentes mayores de 65 años. El promedio de habitantes por hogar era de 3,34 y el tamaño medio de familia era de 3,78.
El 35,5% de los residentes era menor de 18 años, el 10,9% tenía edades entre los 18 y 24 años, el 23,4% entre los 25 y 44, el 19,8% entre los 45 y 64, y el 10,5% tenía 65 años o más. La media de edad era 28 años. Por cada 100 mujeres había 108,5 hombres. Por cada 100 mujeres de 18 años o más, había 100,9 hombres.
El ingreso medio por casa en la ciudad era de 40.592$, y el ingreso medio para una familia era de 42.171$. Los hombres tenían un ingreso medio de 32.344$ contra 20.000$ de las mujeres. Los ingresos per cápita para la ciudad eran de 13.626$. Aproximadamente ninguna familia y el 0,7% de la población estaban por debajo del nivel de pobreza, incluyendo a ningún menor de 18 años y el 7,2% de mayores de 65.
- Datos: Q482467
- Multimedia: Clarkston, Utah / Q482467

1. ↑  Zip Data Maps, código ZIP n.º 84305.